# Высокое искусство (фильм)
«Высокое искусство» (англ. High art) — дебютный фильм американского режиссёра и сценаристки Лизы Холоденко.

## Сюжет
24-летняя Сид (Рада Митчелл) работает младшим редактором в журнале художественной фотографии «Frame» и живёт со своим парнем Джеймсом. Однажды Сид обнаруживает, что с потолка ванной капает вода, и стучит в квартиру сверху, чтобы выяснить в чём дело, и случай направляет её по совершенно неожиданному пути.
В квартире сверху Сид поражают фотографии висящие на стенах. Оказывается, они были сделаны хозяйкой квартиры Люси Берлинер (Элли Шиди). Когда-то она была известным фотографом, но несколько лет назад исчезла из поля зрения, прекратив выставлять и издавать свои работы, хотя не бросила фотографировать. Теперь, в свои 40 лет, Люси живёт с подругой Гретой, в прошлом немецкой актрисой, и её квартира является центром вечеринок группы богемных друзей, практически у всех из которых проблемы с наркотиками.
Сид хочет, чтобы Люси сделала серию фотографий для «Frame». Поначалу Люси отказывается, однако в ходе переговоров с редактором даёт согласие на работу, при условии, что её личным редактором будет Сид.
Отношения между Сид и Люси выходят за рамки профессиональных, Сид испытывает сильную эмоциональную увлеченность Люси. Сид пробуждает в Люси огонь творчества, который неразделим для неё с самой жизнью. В чувствах к Сид Люси черпает источник вдохновения, что выражается в фотоснимках.
Поначалу Сид не в силах отдать в журнал снимки, на которых изображена она сама с неприкрытой душой. Но смешанное чувство, состоящее из нежелания погубить карьеру и стремлением показать великолепное творчество Люси миру, побеждает стыд. Новый номер журнала выходит со снимками Люси. Но сама она его не увидит, погибнув накануне от передозировки наркотиков.

## Интересные факты
- В стиль фотоискусства персонажа Люси Берлинер положено творчество Нан Голдин. Сами фотографии, фигурирующие в фильме, сделаны фотографом Жожо Вилденом (Jojo Whilden)[1].
- Музыка к фильму записана рок-группой Shudder to Think.

## Награды
Фильм получил следующие награды:
| Награды                                        | Награды | Награды                                 | Награды             | Награды             |
| ---------------------------------------------- | ------- | --------------------------------------- | ------------------- | ------------------- |
| Фестиваль / Премия                             | Год     | Награда                                 | Категория           | Победитель          |
| Фестиваль американского кино в Довиле          | 1998    | Специальный приз жюри                   |                     | Лиза Холоденко      |
| Фестиваль «Fantasporto»                        | 1999    | Directors' Week Award — Special Mention |                     | Лиза Холоденко      |
| GLAAD Media Awards                             | 1999    | GLAAD Media Award                       |                     | «Высокое искусство» |
| «Независимый дух»                              | 1999    | Independent Spirit Award                | Лучшая женская роль | Элли Шиди           |
| Ассоциация кинокритиков Лос-Анджелеса          | 1999    | LAFCA Award                             | Лучшая женская роль | Элли Шиди           |
| Премия Национального общества кинокритиков США | 1999    | NSFC Award                              | Лучшая женская роль | Элли Шиди           |
| Sundance Film Festival                         | 1998    | Waldo Salt Screenwriting Award          |                     | Лиза Холоденко      |